# Doloclanes hyperion
Doloclanes hyperion är en nattsländeart som beskrevs av Schmid 1991. Doloclanes hyperion ingår i släktet Doloclanes och familjen stengömmenattsländor. Inga underarter finns listade i Catalogue of Life.